# چکاوک نوک‌کلفت
چکاوک نوک‌کلفت (نام علمی: Rhamphocoris clotbey) نام یک گونه از تیره چکاوکان است.